# رضایت شغلی
رضایت شغلی (انگلیسی: Job satisfaction) به واکنش‌های شناختی، عاطفی و سنجشی افراد، نسبت به شغلشان اطلاق می‌گردد. عوامل مهم در رضایت شغلی شامل دو گروه عوامل می‌باشند که توسط زنجیره‌ای از پژوهش‌های مختلف مشخص شده‌اند. یک گروه شامل عوامل سازمانی و گروه دیگر شامل عوامل شخصیتی می‌باشد. از عوامل سازمانی می‌توان به سیستم پاداش، کیفیت شخصی پایگاه و ارشدیت، عزت نفس بالا، خوش بین بودن، رضایت از زندگی و عوامل ژنتیکی اشاره کرد. عواملی که بر رضایت‌مندی شغلی تأثیر می‌گذارند را می‌توان به عوامل درونی و عوامل بیرونی تقسیم نمود. عوامل بیرونی به نوبه خود شرایط کاری و مناسبات بین شخصی در کار تقسیم می‌شود.
از نتایج دیگر رضایت‌مندی شغلی می‌توان رضایت‌مندی کلی از زندگی، سازگاری عاطفی و غیبت از کار را نام برد. از آنجایی که رضایت‌مندی شغلی می‌تواند منبع فشار باشد و فشار موجب بیماری‌های متعدد جسمی می‌شود، این پیوند منطقی می‌نماید. رضایت شغلی نشان دهنده حدّی است که افراد از شغل خود راضی هستند و آن را دوست می‌دارند. برخی افراد از کار خود لذت می‌برند و آن را به عنوان محور اصلی زندگی خود تلقی می‌نمایند و برخی از کار خود متنفرند و فقط به خاطر این که مجبورند، آن را انجام می‌دهند. مفهوم رضایت شغلی بیانگر احساسات و نگرش‌های مثبتی است که شخص نسبت به شغلش دارد. وقتی گفته می‌شود که کسی از رضایت شغلی سطح بالایی برخوردار است؛ یعنی به‌طور کلی، شغلش را دوست می‌دارد، برای آن ارزش زیادی قائل است و به گونه‌ای مثبت به آن می‌نگرد و در مجموع، از احساس خوب و مطلوبی نسبت به آن برخوردار می‌باشد.